# 第三世代 (舞台芸術)
第三世代（だいさんせだい）は、日本の小劇場演劇における第三世代の劇作家・演出家のことを言う。
主に1950年代生まれで、1970年代後半頃から本格的な活動を始めた世代を指し、野田秀樹・渡辺えり・木野花・鴻上尚史・如月小春・川村毅などが代表的存在。彼らとは少し傾向が異なるが、「MODE」の松本修も世代的にはこのグループに含まれる。メタシアターを駆使した、技巧的で遊び心を生かした作劇術が特色で、近未来・架空の世界を舞台にした作品が多い。

## 主要な劇団
- 夢の遊眠社
- 劇団3○○
- 第三舞台
- 第三エロチカ

## 主要な小劇場
- 本多劇場
- 下北沢駅前劇場
- 下北沢ザ・スズナリ
- こまばアゴラ劇場